# Eugene Burger
Eugene Burger est un illusionniste américain né le 1er juin 1939 et mort le 8 août 2017 à Chicago.

## Biographie
A 8 ans, Burger vit un spectacle de magie à Chicago et se décida à devenir magicien, il lui faudra pourtant trente ans pour devenir un magicien professionnel.
Lors de ces années de lycée et de college, il pratique l'illusionnisme avec passion puis l'abandonna. Il étudia alors au "Luther Theological Seminary" (Minnesota), à Yale et à l'Université de l'Illinois où il enseigna ensuite la philosophie et l'histoire comparative des religions avant de quitter l'université dans les années 1970.
En 1976, Eugene et Erik Counce formèrent la Compagnie du Théâtre Spirite et créèrent le spectacle Hauntings. C'est lors du développement de ce spectacle que Burger prendra la décision de devenir magicien professionnel à plein-temps.
Eugene Burger a pratiqué le close-up pendant longtemps, puis, dans les années 2000, poussé par Jeff McBride, il s'est orienté vers la magie de scène.

### Activités d'enseignement
- Cours d'université en philosophie et en histoire comparative des religions.
- Cours à la Magic and Mystery School[3]

### Conférences
- How Magicians Think (Comment pensent les magiciens) : conférence donnée aussi bien aux dirigeants de compagnies comme Coca-Cola, Williams-Sonoma, etc. qu'aux écoles de commerce ou aux universités. Il y traite de la perception et de l'illusion dans le monde de l'entreprise[4].
- Colloque Theory and Art of Magic au Muhlenberg College, conférencier. Nommé « Grand Maître »[5]

## Récompenses et reconnaissances
- 1985 et 1986 : Conférencier de l'année (Academy of Magical Arts)[6]
- 1996 et 1997 : Magicien de close-up de l'année (Academy of Magical Arts)[6]
- 2003 : « Meilleur magicien de Chicago » dans le Chicago Magazine (numéro Best of Chicago, août 2003)
- Considéré comme l'un des 100 magiciens les plus influents du XXe siècle par la revue Magic

## Spectacles
- 1997 : Burger est engagé par Donenberg pour travailler sur les effets magiques de La Tempête[7]
- 1998 : Hauntings -- A Shakespearean Seance, 85 min. Spectacle dirigé par Tom O'Horgan dans le cadre du Festival Shakespeare (Los Angeles), du 9 au 31 octobre. Burger y incarne le « guide spirite »[8].
- 1999-... : McBride Magic: The Secret Art, avec Jeff McBride
- 200?: The Nocturnal Trio, avec Max Maven et Tina Lenert. Champion du monde de magie 2003 (FISM)

## Présence médiatique

### Télévision
Eugene Burger est passé de nombreuses fois à la télévision en Grande-Bretagne, au Canada, en Belgique, en Finlande et au Japon. Il a fait également l'objet de deux reportages sur CNN.
Burger a participé aux shows :
- The Art of Magic (PBS)
- Mysteries of Magic (The Learning Channel)

### Documentaires
- Tom Atkinson, 2000, Heroes of Magic. Documentaire (TV) sur les magiciens. Burger y participe[9]
- Michael Caplan, 2008, A Magical Vision, 58 min. Documentaire sur les magiciens. Burger y participe[10].
- J. Clay Tweel, 2010, Make Believe. Documentaire. Burger y participe[11].

Ainsi que d'autres collaborations en tant que participant ou consultant de diverses émissions (cf. « Eugene Burger » (présentation), sur l'Internet Movie Database)

## Orientations artistiques

Eugene Burger

### Sources d'inspiration
Burger s'inspire en partie des travaux et de la magie de Jeff McBride, Don Alan, Max Maven, Bob Neale mais aussi de Al Baker, Penn & Teller, Johny Thompson, Lance Burton, Mc King, Matt Schulien et  Jimmy Grippo,,.
Burger est également très reconnaissant à Tony Andruzzi d'avoir lancé le courant magie bizarre, fondé le congrès The Invocationnal et créé des « régions complètement nouvelles à explorer ». Il considère d'ailleurs que la Magic and Mystery School est une extension des travaux engagés par Tony Andruzzi.

### Une magie intense
Le travail de Burger est orienté vers la présentation d'une « magie intense et profonde ». Il cherche des tours qui semblent réellement magiques et ne font en aucun cas penser à une quelconque manipulation,.

### L'Histoire
Pour Eugene Burger connaitre l'histoire de l'illusionnisme est un des savoirs fondamentaux de tout illusionniste.
Il s’intéresse plus particulièrement à l'histoire de la "magie spirite", sujet sur lequel il a d'ailleurs publié l'ouvrage Spirit theater.

### Concepts
Burger a défini ce qu'il considère comme étant les « 4 piliers de la magie » :
1. La pratique
2. Les répétitions
3. Le script
4. L'ouverture à la critique (et la disposition à s'améliorer)

## Philosophie et théologie

### Influences
Eugene Burger dit avoir été très influencé par Heidegger et par Paul Tillich.

## Publications
Sauf indication contraire, tout est en anglais et les années données sont les années des premières éditions.

### Livres
- 1982 : Secrets and Mysteries for the Close-up Entertainer, Philip R. Willmarth, 98 p.
- 1983 : Intimate Power - Psychological presentations for the close-up entertainer, Philip R. Willmarth, 90 p.
- 1986 : Spirit theater - Reflections on the history and performance of seances, Richard Kaufman et Alan Greenberg, 192 p. Comprend un enregistrement.
- 1987 : The Performance of Close-Up Magic, Richard Kaufman et Alan Greenberg, 134 p.
- 1989 : The Experience of Magic, Richard Kaufman & Alan Greenberg, 141 p.
- 1991 : Strange Ceremonies, Kaufman and Company, 104p.
- 1994 : Rediscoveries - New Ways of Framing Old Favorties, 31 p.
- 1995 : Magic and Meaning (coécrit avec Robert Neale), Hermetic Press, 189 p.
- 1997 : Solomon's Mind - The Card Mysteries of David Solomon, Pro Print
- 2000 : Mastering the Art of Magic - Collected Writings
- 2003 : Mystery School (coécrit avec Jeff McBride), The Miracle Factory, 448 p.
- 2009 : Magic and Meaning Expanded (coécrit avec Robert Neale), Hermetic Press, 238 p. Nouvelle édition augmentée de Magic and Meaning (deux nouveaux essais).

A également contribué à :
- Brent Arthur James Geris, Bob Postelnik & Duppy Demetrius, 2009, Best of all worlds, Hermetic Press inc., 400 p.

### Brochures
- 1982 : Audience involvment, Excelsior!! Productions, 27 p. (2nd édition en 1983 par Philip R. Willmarth)
- 1983 : Eugene Burger on Matt Schulien's fabulous card discoveries, P.R. Willmarth, 44 p.
- 1983 : The Secret of Restaurant Magic - Society of American Magicians National Convention - Lecture, 28 p.
- 1984 : The Craft of Magic and Other Writings, P.R. Willmarth,
- 1996 : Growing in the Art of Magic (transcription des enregistrements du même nom), auto-édition, 45 p.
- : Chicago Visions, 64 p. (brochure originellement distribuée avec le coffret The Chicago Tapes)

### VHS/DVD
- 198? : Eugene Burger - Greater Magic #4 , Twin Cities Magic & Costume Co., VHS 60 min. [sortie DVD en 2005]
- 1990 : Eugene Goes Bizarre, VHS 90 min. (coréalisé avec Michael Caplan). Invités spéciaux : Tony Andruzzi & Jay Inglee. [sortie DVD 2004, édité par The Miracle Factory]
- Real Secrets of Close-Up Magic, VHS 70 min.
- Gourmet Closeup Magic, VHS 90 min.
- Burger's Spirit Magic - Greater Magic # 24, VHS ca. 50 min
- The Chicago Tapes, 3 DVD. Coffret comprenant les rééditions de Eugene Goes Bizarre, Real Secrets of Close-up Magic et Gourmet Close-up Magic. Comprend également la brochure Chicago Visions.
- 2001 : Magical Voyages, L&L Publishing, 3 DVD, dirigés par Max Maven[17] :
  - Vol. 1, Voyages to the Real World, 86 min
  - Vol. 2, Voyages to the Unreal World, 93 min
  - Vol. 3, Voyages to the Inner World, 68 min
- 2008 : Exploring Magical Presentation, L&L Publishing, 71 min

### Audio
- ?(1992)? : Growing in the Art of Magic, 6 volumes (10 enregistrements). Total ca. 120 min.

### Revue
- Burger a participé à la revue Seance de Scott Davis, consacrée à la magie spirite (12 numéros).

## Sources
- (en) Site officiel
- « Eugene Burger » (présentation), sur l'Internet Movie Database